# Carzig
Carzig ist ein Ortsteil der Gemeinde Fichtenhöhe im Brandenburger Landkreis Märkisch-Oderland. Zusammengeschlossen mit vier weiteren Gemeinden werden die Amtsgeschäfte durch das Amt Seelow-Land getätigt.

## Geschichte

### 14. bis 19. Jahrhundert
Carzig wurde 1324 erstmals urkundlich als Kartzk erwähnt. Der Name könnte sich aus dem slawischen karta ableiten, was so viel wie vom Wasser weggespülter Baum bedeutet. Bodenfunde der sogenannten Göritzer Kultur zeigen noch weit frühere Besiedlungsspuren. 1394 muss es bereits eine Dorfkirche gegeben haben, denn die Zuständigkeit der Pfarrkirche wechselte zu einer Filialkirche nach Niederjesar. Dies war jedoch nur von kurzer Dauer, denn bereits 1405 war Carzig wieder Mutterkirche. Das Gassendorf war seit Jahrhunderten von der Landwirtschaft geprägt. Aus dem Jahr 1427 ist die Existenz einer Wassermühle überliefert. 1600 wurde Carzig erneut Filialkirche, dieses Mal zu Podelzig gehörig. 1805 erschien Carzig als Adeliges Gut und Kolonie mit neun Köttern, zwei Einliegern, einer Schmiede sowie einer „entfernt liegenden“ Wassermühle. In Carzig lebten 88 Menschen in 15 Feuerstellen, die 10 Hufen Land bewirtschafteten. In der Mitte des 19. Jahrhunderts lag das Kirchenpatronat bei Eugen von Burgsdorff. Auf sein Geheiß hin errichteten Handwerker auf einem Vorgängerbau eine neue Kirche in neogotischen Formen. Zu dieser Zeit lebten im Jahr 1864 im Ort 159 Menschen. Es kam zu einem bescheidenen wirtschaftlichen Aufschwung, der durch den Anschluss an die Bahnstrecke Eberswalde–Frankfurt (Oder) befördert wurde. 1871 erschien Karzig als Domänenamt im Verzeichnis des Königlich Statistischen Bureaus und wies 32 Haushalte sowie 174 Einwohner auf.

### 20. bis 21. Jahrhundert
1904 fanden Archäologen zahlreiche Gegenstände aus Silber, die sie auf das Jahr 1621 datieren konnten. Einige der Funde sind im Jahr 2019 im Gustav-Seitz-Museum in Müncheberg zu sehen. 1930 wurde das Rittergut mit 1444 Morgen Land aufgelöst und von einem Großbauern sowie zahlreichen Kleinbauern übernommen. Im Zweiten Weltkrieg war Carzig stark von der Schlacht um die Seelower Höhen betroffen. Der Ort wurde evakuiert, die Kirche vermutlich von deutschen Soldaten gesprengt. Der Ortsbürgermeister gab in Abstimmung mit der SMAD die Trümmer für den Wiederaufbau beschädigter Häuser frei und der Sakralbau verkam zu einer Ruine. Die Ländereien des ehemaligen Ritterguts wurden im Zuge der Bodenreform in Deutschland 1946 an Umsiedler und Neubauern verteilt. Seit 1953 wird der Ort seelsorgerisch von Mallnow betreut. Nach der Wende sank die Einwohnerzahl und erreichte am 31. Mai 1994 mit 64 Einwohnern ihren vorläufigen Tiefstand. Wenige Tage zuvor, am 28. Mai 1994 wurde der Betrieb der Bahnstrecke eingestellt.
Am 26. Oktober 2003 entstand die Gemeinde Fichtenhöhe durch den freiwilligen Zusammenschluss der bis dahin selbstständigen Gemeinden Alt Mahlisch, Carzig und Niederjesar.

### Einwohnerentwicklung
| Jahr          | 1875 | 1890 | 1910 | 1925 | 1933 | 1946 | 2006 |
| Einwohnerzahl | 160  | 143  | 120  | 175  | 131  | 134  | 88   |

## Sehenswürdigkeiten und Kultur

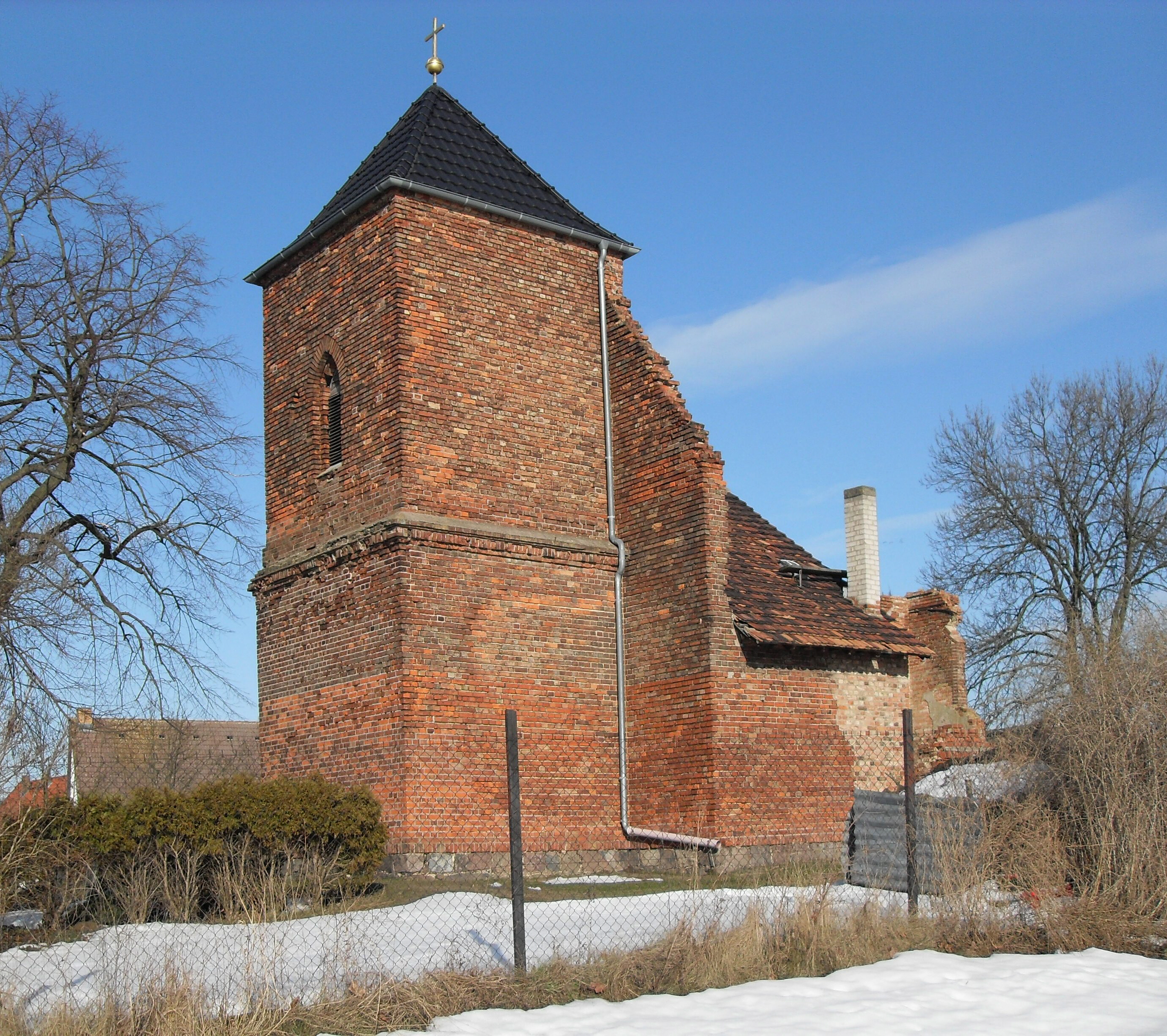
Dorfkirche Carzig

- Ruine der neugotischen Dorfkirche Carzig. Ein Förderverein kümmert sich um den Wiederaufbau und führt kulturelle Veranstaltungen in dem Bauwerk durch.[7]
- Im Frühjahr blühen an den Hängen im Oderbruch die Adonisröschen.